# Portofino
Portofino je obec v provincii Genova, v italském regionu Ligurie. Leží v severozápadní části Itálie, v Janovském zálivu, na pobřeží Ligurského moře. Je součástí Italské riviéry, respektive její východní části Riviery di Levante. Nachází se přibližně 30 km jihovýchodně od Janova, na východní straně stejnojmenného poloostrova Portofino (který je přírodní rezervací). Je to turisticky oblíbená destinace.

## Historie

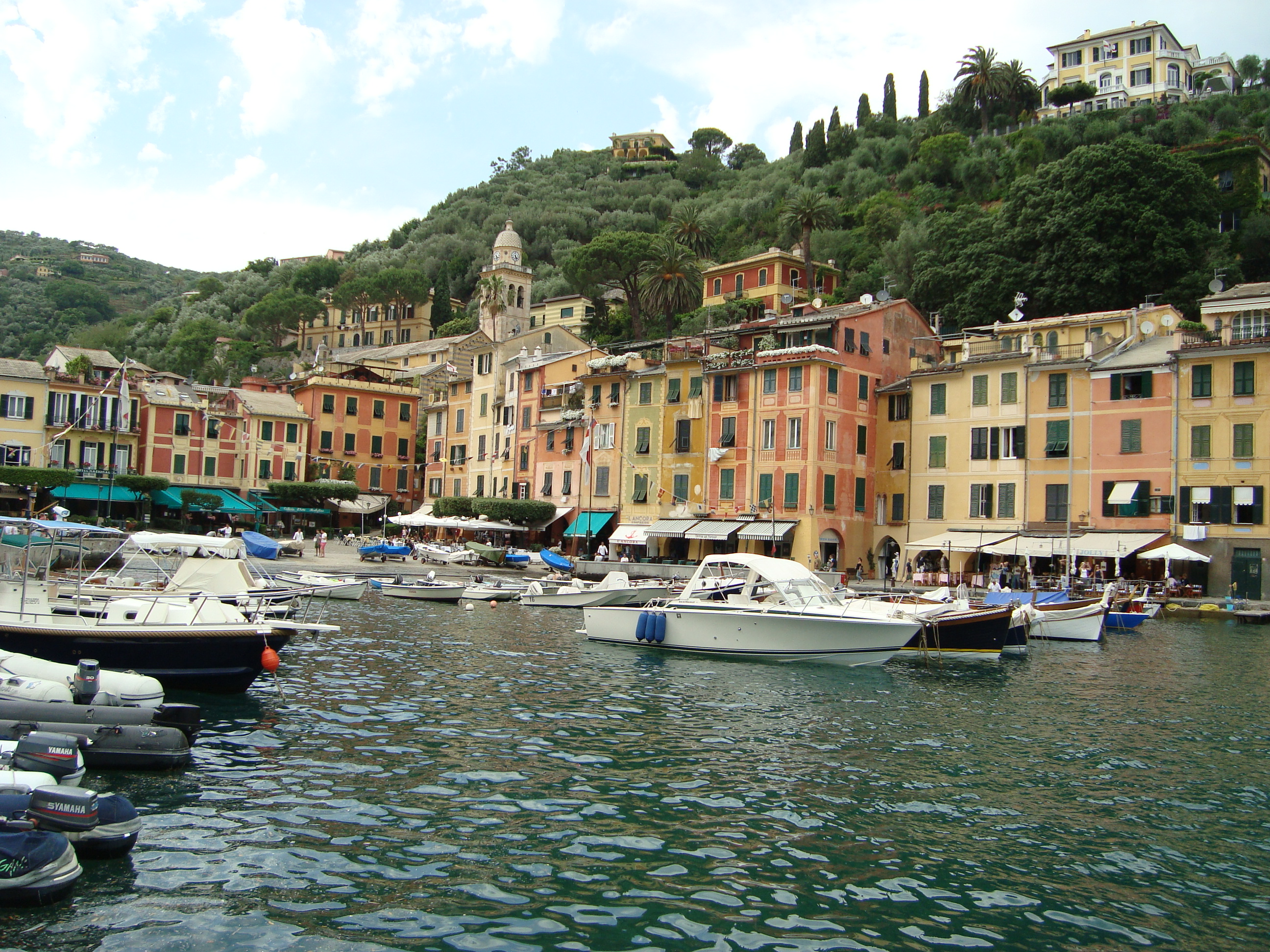
Portofino

Plinius starší zmiňuje založení obce, původně s názvem Portus Delphini, v období Římského císařství. Důvodem názvu (delfínní přístav) bylo patrně velké množství delfínů v místním Zálivu Tigullio. Další zmínka o Portofinu je z roku 986, v souvislosti s opatstvím San Fruttuoso (leží 3 km západně od Portofina). V roce 1171 se Portofino dostává společně s vedlejším městem Santa Margherita Ligure pod správu města Rapallo. Po roce 1229 se stává součástí Janovské republiky. V roce 1409 byla obec prodána Florentské republice, ale později byla vrácena. V 15. st. bylo Portofino ve správě rodin Fieschi, Doria a dalších. V roce 1815 se stalo součástí Sardinského království a v roce 1861 Italského království. Na konci 19. st. se Portofino stalo oblíbeným místem pro britskou aristokracii. Od roku 1950 je hlavním zdrojem obživy místních obyvatel turistický ruch, který nahradil rybolov.

## Obec
Nad městem se tyčí hrad Castello Brown, který byl Janovany postaven v druhé pol. 16. st. na obranu zálivu. Západně od hradu je kostel San Giorgio založený roku 1154, později barokně upravený. Dole, v chráněném přístavu, je nejvýznamnější stavbou románský kostel San Martino z 12. st., dokončený v roce 1548. V domech podél pobřeží lze najít řadu luxusních obchodů.
Výhled do okolí je z výběžku Punta del Capo. Nejvyšším bodem poloostrova je vrchol Monte Portofino s nadmořskou výškou 610 m. 3 km severozápadně od Portofina leží opatství San Fruttuoso.

## Krajiny malované Giuseppem Amisanim
V první polovině 20. století zde působil malíř Giuseppe Amisani, v roce 1941 zde zemřel. Maloval zdejší krajinu a scenérie.

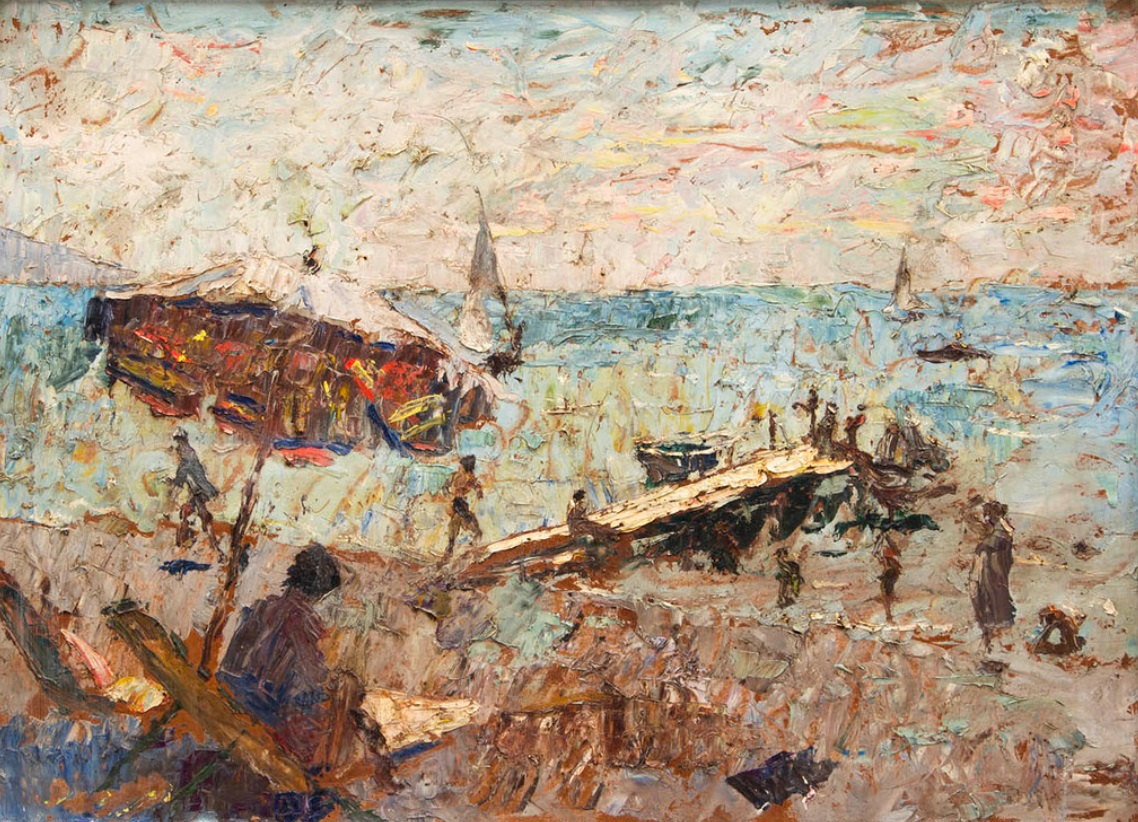
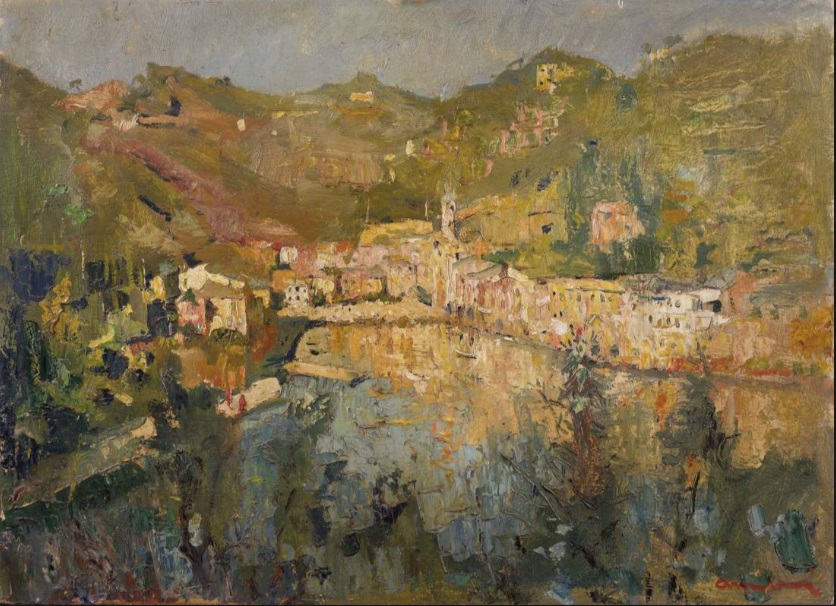
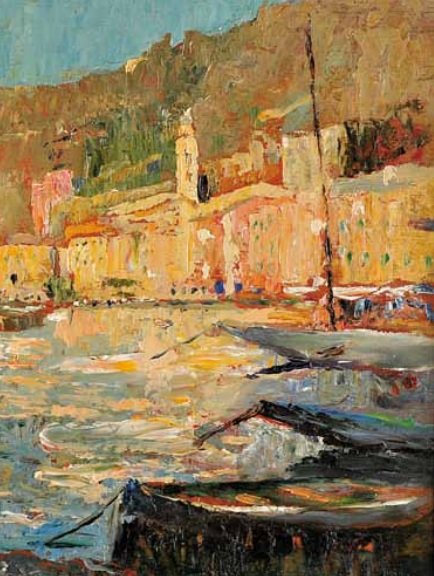
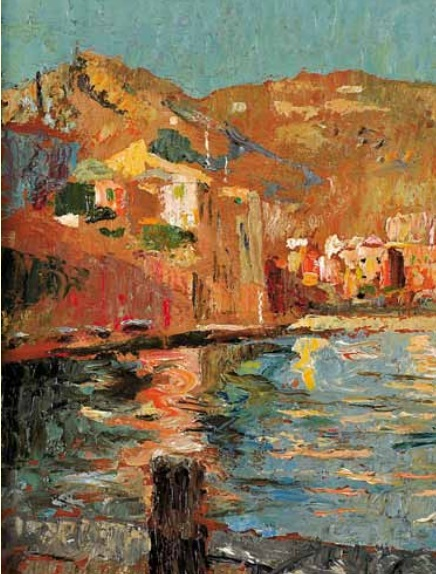
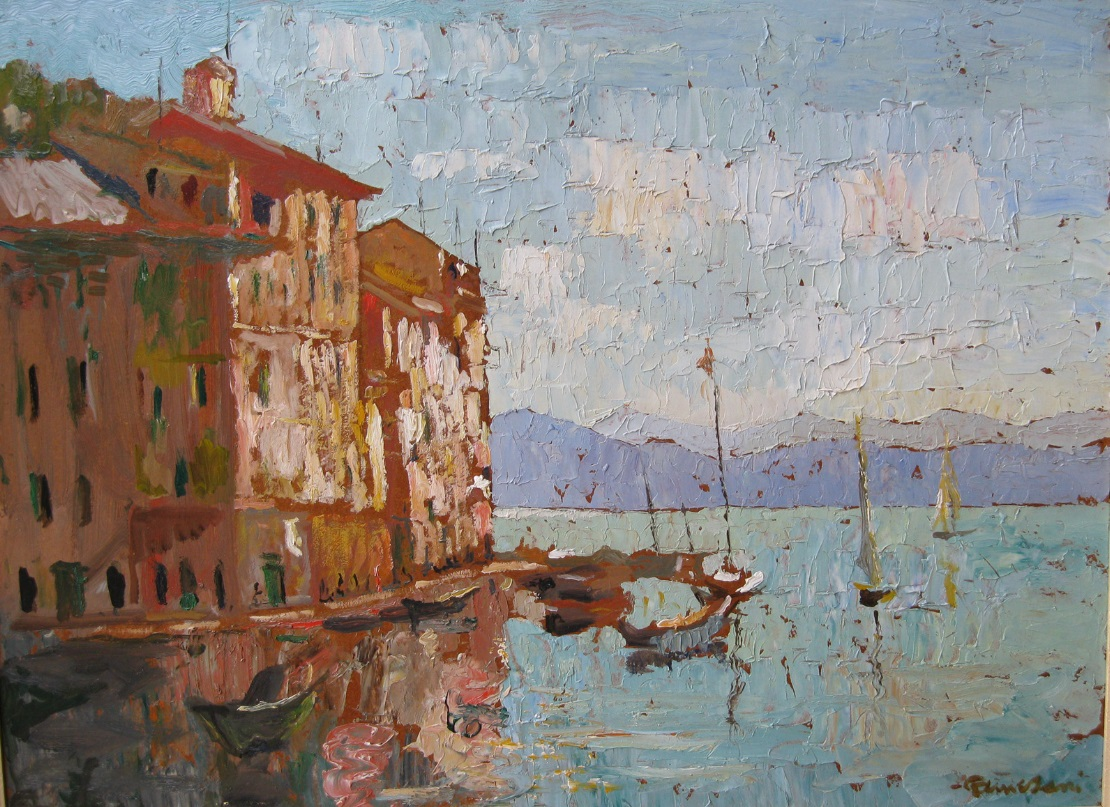
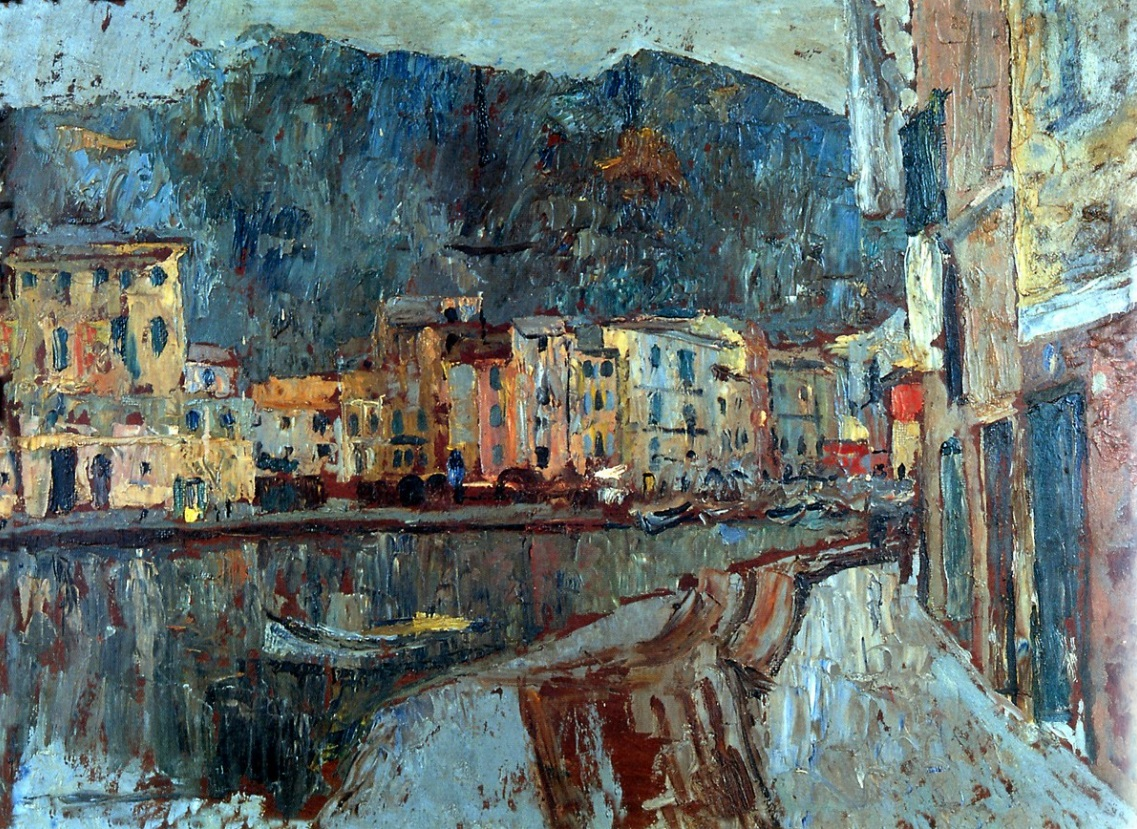
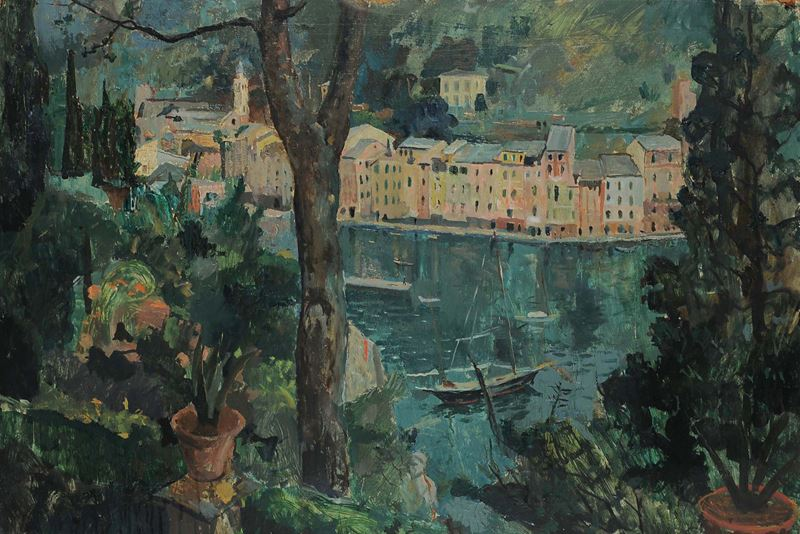
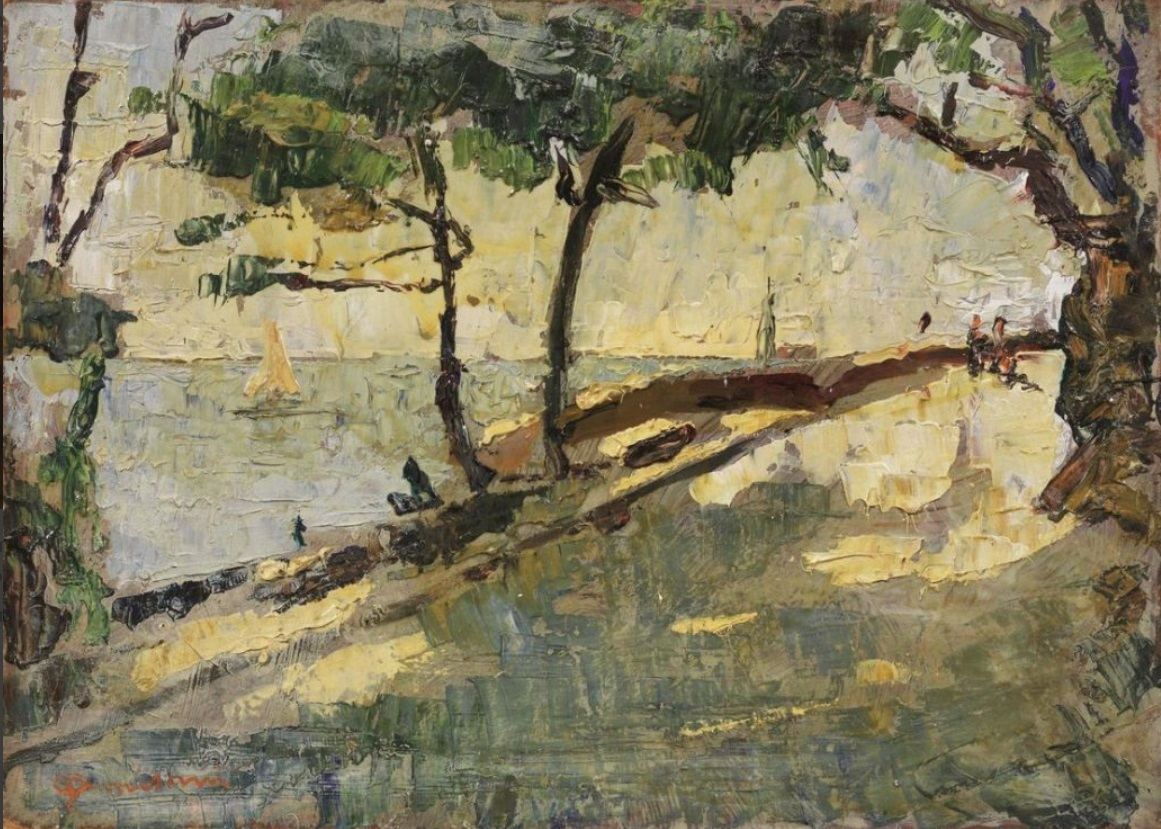
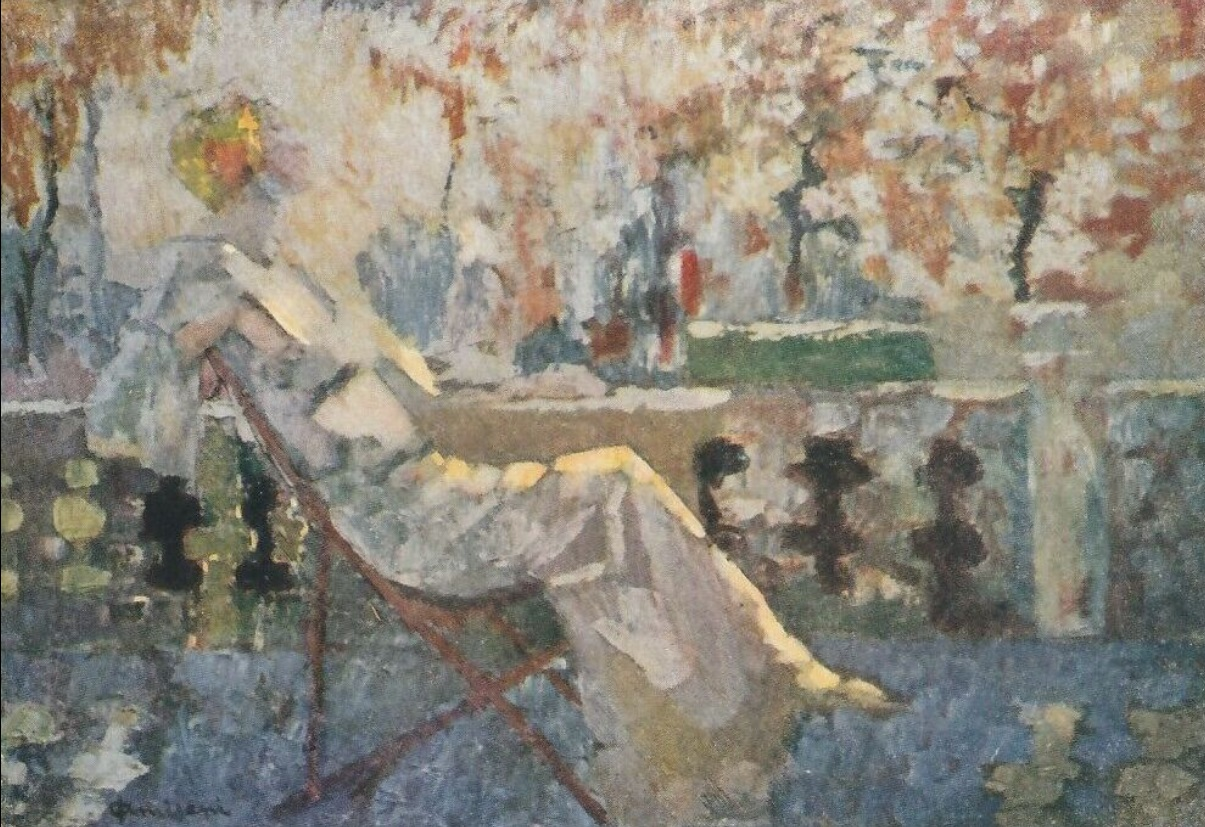

### Fotogalerie

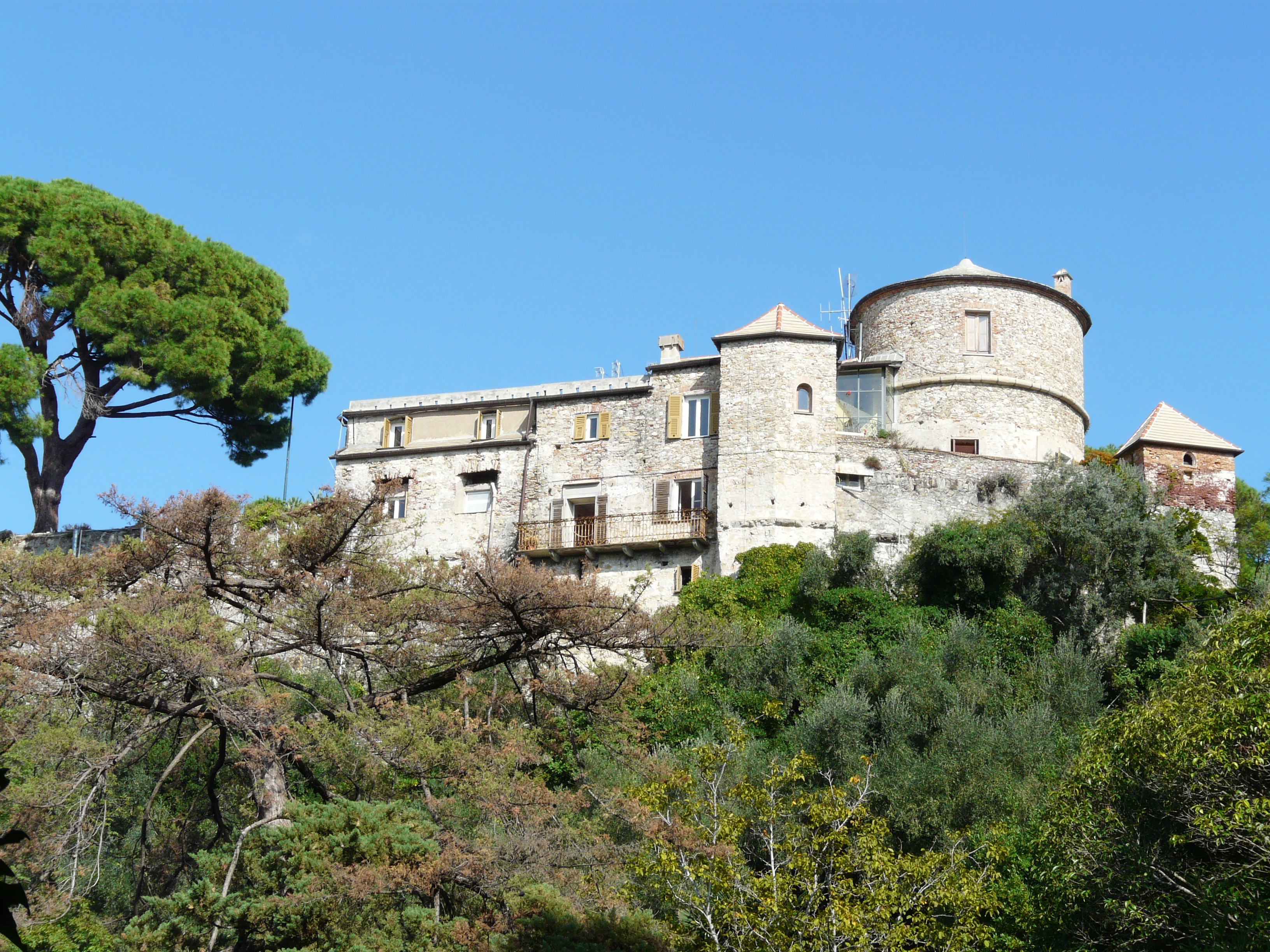
Castello Brown
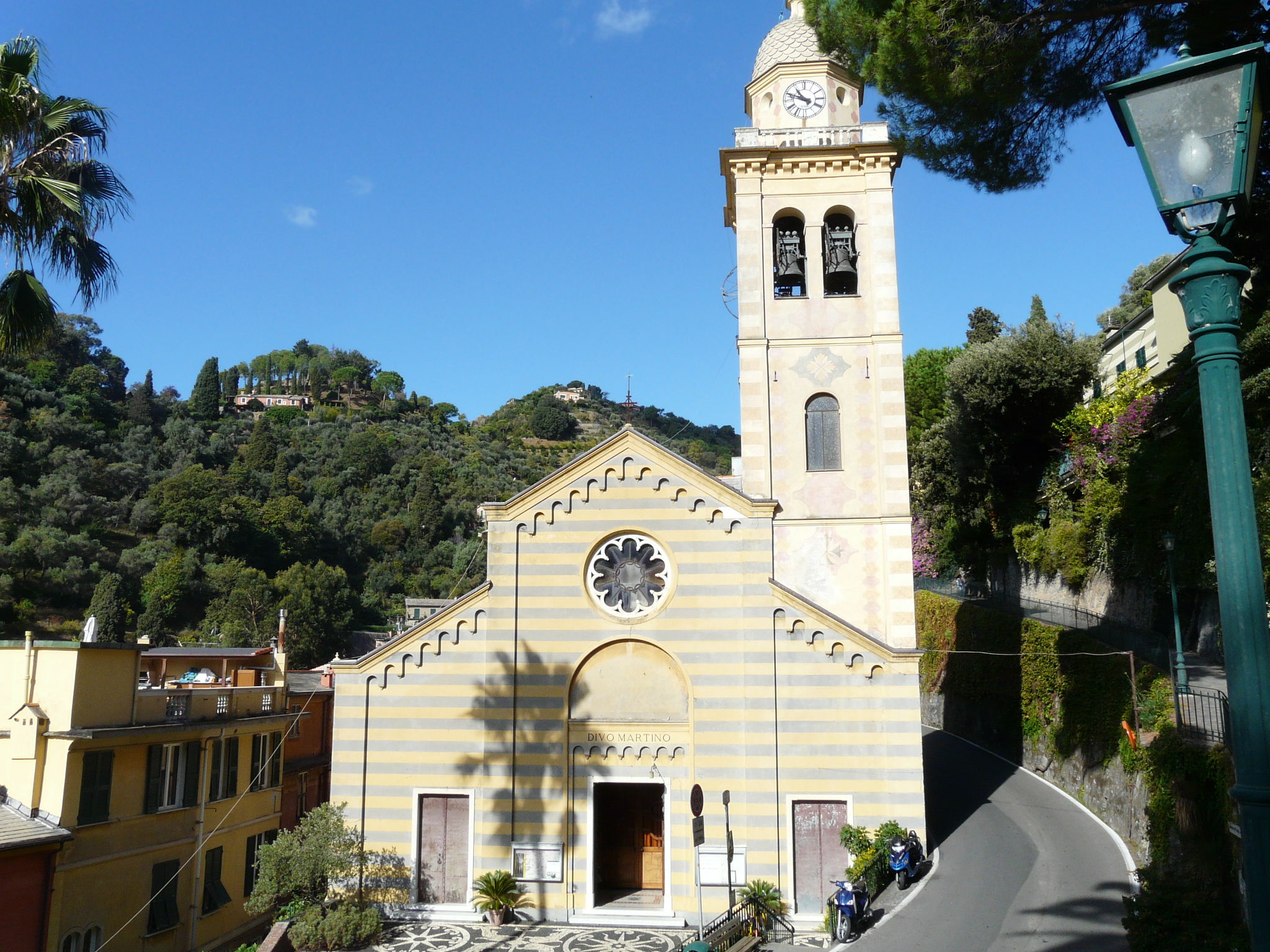
San Martino
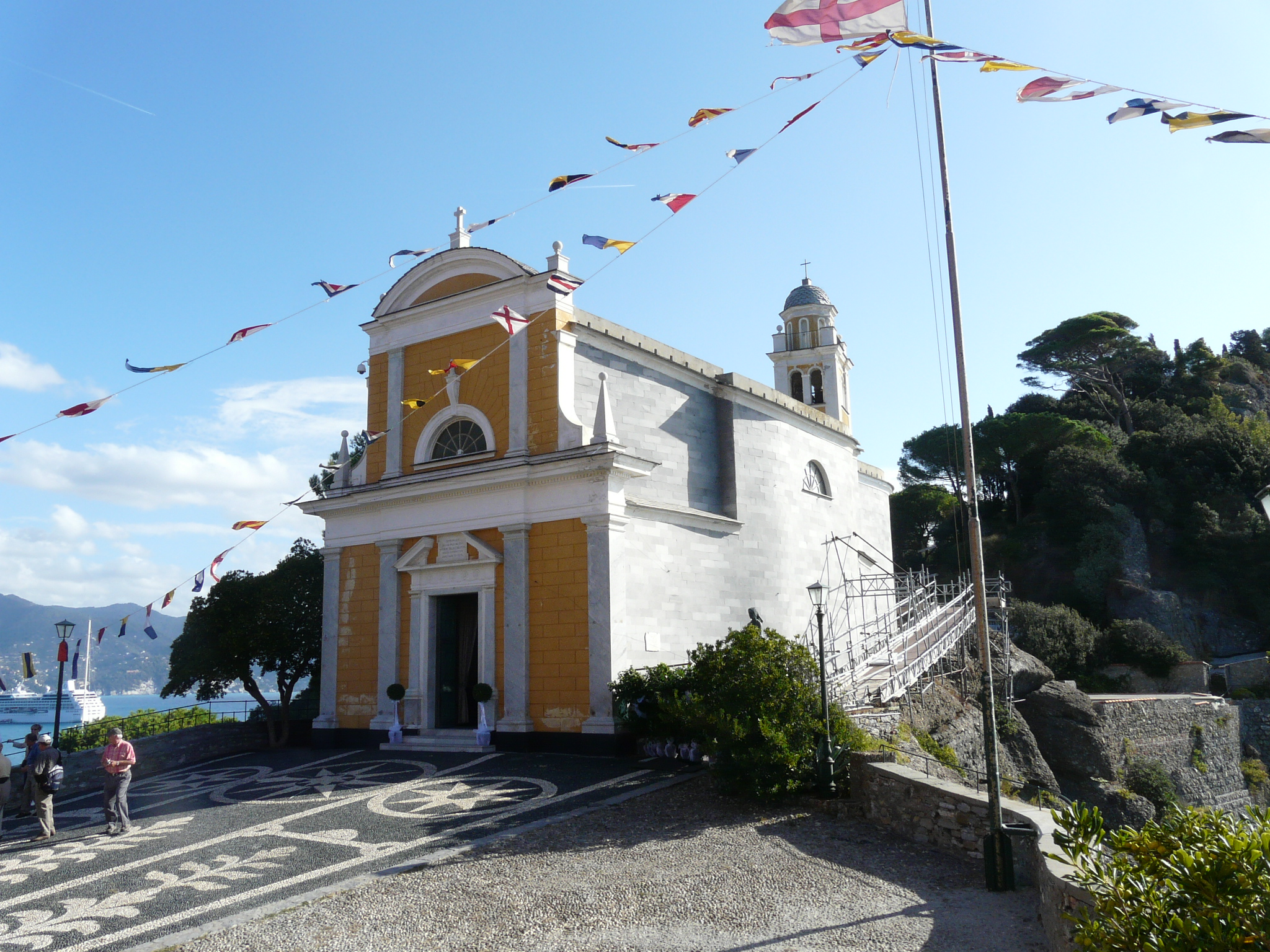
kostelík San Giorgio
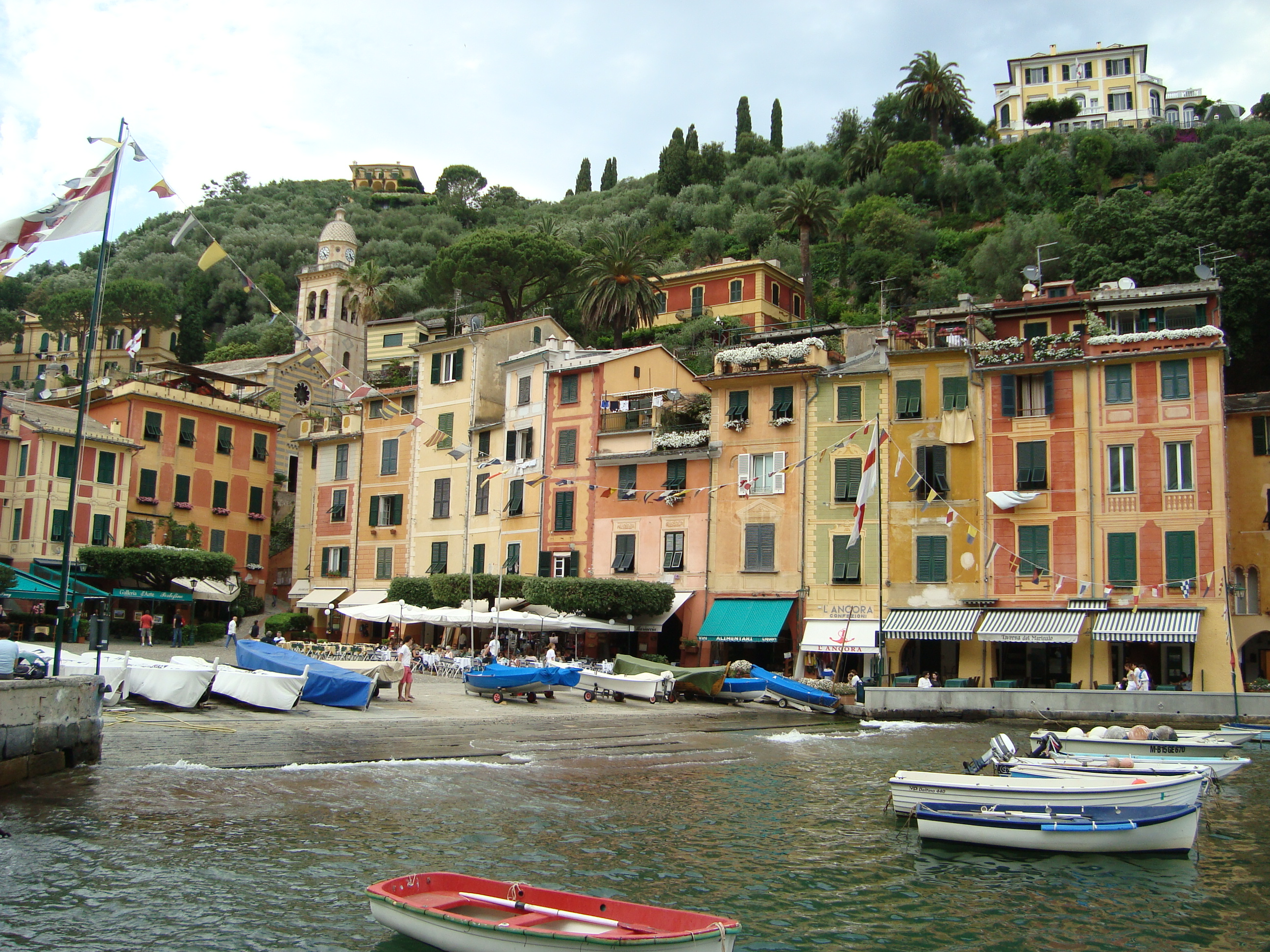
domy v přístavu